# Bhonaspur, Chincholi
Bhonaspur là một làng thuộc tehsil Chincholi, huyện Gulbarga, bang Karnataka, Ấn Độ.